# Anton Hofreiter
Anton Hofreiter (Múnich, Alemania; 2 de febrero de 1970) es un político alemán. De 2013 a 2021 fue, junto con Katrin Göring-Eckardt, presidente del grupo parlamentario de la Alianza 90/Los Verdes en el Bundestag (Parlamento federal). De 2011 a 2013 fue presidente del Comité de Tráfico, Construcción y Desarrollo Urbanístico del Bundestag. Pertenece al ala izquierda del partido.
Hofreiter nació el 2 de febrero de 1970 en el seno de una familia obrera. Creció en el campo al sur de Múnich. A la edad de catorce años por primera vez asistió a una manifestación de Los Verdes. Se comprometió en el partido desde 1984 y finalmente, en 1986, se convirtió en miembro. En 1990 empezó a estudiar Biología y obtuvo la licenciatura en 1997. Durante sus estudios paśo varios años en América del Sur. En 2003 se doctoró en Biología.
De 2002 a 2014 Hofreiter fue miembro del Parlamento del distrito de Múnich. En 2005 se convirtió en miembro del Bundestag (Parlamento federal). También es miembro de varias organizaciones ecologístas.